# Ctenistes
Genre
Synonymes
- Dionyx LePeletier & Serville, 1825: 221
- Leptoctenistes Jeannel, 1956

Ctenistes est un genre de coléoptères de la famille des Staphylinidae, de la super-tribu des Pselaphitae et de la tribu des Ctenistini. C'est le genre type de sa tribu.

## Systématique
Le nom valide complet (avec auteur) de ce taxon est Ctenistes Reichenbach, 1816.
Ctenistes a pour synonymes :
- Tecnesis Peyerimhoff, 1925
- Tecnesites Jeannel, 1961

### Liste des espèces
Selon GBIF (26 septembre 2024) : 
- Ctenistes aequatorialis Motschulsky, 1855
- Ctenistes andalusicus Saulcy, 1870
- Ctenistes angusticollis Motschulsky, 1851
- Ctenistes australis Raffray, 1887
- Ctenistes braunsi Raffray, 1898
- Ctenistes carvalhoi Jeannel, 1957
- Ctenistes crassicornis Raffray, 1904
- Ctenistes curvidens Raffray, 1882
- Ctenistes deserticola Raffray, 1882
- Ctenistes globulipalpus Schmidt-Göbel, 1838
- Ctenistes gracilicornis Jeannel, 1955
- Ctenistes gracilis Jeannel, 1960
- Ctenistes guianensis L.W.Schaufuss, 1888
- Ctenistes hindustanus Motschulsky, 1851
- Ctenistes imitator Reitter, 1882
- Ctenistes katanganus Jeannel, 1957
- Ctenistes kiesenwetteri Saulcy, 1874
- Ctenistes leleupi Jeannel, 1950
- Ctenistes lepineyi Peyerimhoff, 1943
- Ctenistes longicornis Motschulsky, 1851
- Ctenistes machadoi Jeannel, 1957
- Ctenistes marthae Reitter, 1891
- Ctenistes mitis L.W.Schaufuss, 1882
- Ctenistes oculatus Sharp, 1874
- Ctenistes opacus (L.W.Schaufuss, 1880)
- Ctenistes palpalis Reichenbach, 1816
- Ctenistes primitivus Jeannel, 1951
- Ctenistes saharae Bruneau de Miré, 1962
- Ctenistes samenensis Raffray, 1877
- Ctenistes staudingerii L.W.Schaufuss, 1861
- Ctenistes vadoni Jeannel, 1954
- Ctenistes vaulogeri Pic, 1904
- Ctenistes vepres Castellini, 1997
- Ctenistes wittei Jeannel, 1950
- Ctenistes wittmeri Jeannel, 1956
- Ctenistes zanzibaricus Raffray, 1887

## Publication originale
- (la) Reichenbach, H.G.L. 1816. Monographia Pselaphorum. Dissertatio entomologica. Amplissimi philosophorum ordinis auctoritate illustris ictorum ordinis concessu in auditorio iuridico. Lipsiae: I.B. Hirschfeld, 80 pp., 2 pls.